# Atlético Juventud Fútbol Club
Atlético Juventud fue un club de fútbol colombiano, del municipio de Girardot, Cundinamarca. Jugó en la Categoría Primera B, en reemplazo de Atlético Bello. Tuvo como sede las ciudades de Soacha (2007, 2008 y 2009) y Girardot (2010).

## Historia
En la Temporada 2008 jugó, su primera temporada en la segunda división del fútbol profesional colombiano con el nombre de Atlético Juventud Soacha, siendo un equipo distinto al desaparecido Unión Soacha, que jugó en la misma categoría durante las temporadas 2000 y 2001.
El equipo fue dirigido por Arturo Leyva, exentrenador de Independiente Santa Fe. En el Torneo Apertura llegó a los cuadrangulares semifinales, logro que no repitió para el Finalización, quedando octavo en la tabla del año. Por otra parte, en la Copa Colombia 2008, el equipo soachuno quedó último del Grupo F en la primera fase. En los años 2008 y 2009 el club jugó en el municipio de Soacha, Cundinamarca. 
Para la temporada 2010, luego de no recibir apoyo por parte de la alcaldía de Soacha y la Gobernación de Cundinamarca, el club se trasladó para Girardot, luego del acuerdo económico al que se llegó con la alcaldía municipal. Al término de la campaña, en la cual quedó penúltimo, Juventud Girardot desaparece luego de vender la ficha al Fortaleza Fútbol Club.

## Datos del Club
- Temporadas en 1ª: 0.
- Temporadas en 2ª: 4 ( 2007-2010)

Maxima goleada a favor en segunda división: Juventud 4 - 1 Atlético de la Sabana - 14 de agosto de 2010
Maxima goleada en contra en segunda división: Itaguí Ditaires 6 - 1 Juventud - 23 de octubre de 2010
Maxima goleada en contra en copa Colombia: Juventud 1 - 5 Deportivo Pereira - 5 de mayo de 2010

## Uniforme
- Uniforme titular: Camiseta verde, pantalón y medias azules.
- Uniforme alternativo: Camiseta, pantalón y medias azules.